# Vampyrum spectrum
El murciélago espectral (Vampyrum spectrum) es una especie de mamífero quiróptero de la familia de los filostómidos y único miembro del género Vampyrum. Algunos nombres alternativos para esta especie son falso vampiro, falso vampiro de Linneo, y murciélago vampiro espectral. Sin embargo, no están relacionados con la familia del Viejo Mundo de los murciélagos carnívoros que se encuentran en Megadermatidae que también son llamados falsos vampiros.
Su población se encuentra en decrecimiento.

## Descripción
Esta especie es la más grande de los murciélagos (Chiroptera) en el Nuevo Mundo y el murciélago carnívoro de mayores dimensiones, teniendo una envergadura de ochenta centímetros o menos (casi tres pies) y una longitud corporal y un peso de 125 a 153 milímetros y 145 a 190 gramos, a pesar de los especímenes más grandes con una envergadura de más de cien centímetros que no son desconocidos. La piel en la parte superior del murciélago es normalmente de color marrón oscuro, marrón o castaño anaranjado y muy corto. Las orejas son muy largas y redondeadas. No hay una cola perceptible, pero la membrana de la cola es larga y ancha. Las patas grandes son robustas, con garras largas y curvas. El hocico es largo y estrecho, y los dientes son fuertes. Las partes inferiores suelen ser pálidas, gris-marrón a amarillo-marrón, la piel es mucho más corta que en la parte posterior.
Es un cazador formidable en la noche, esta especie depredadora de gran tamaño tiene una gran variedad de vertebrados relativamente grandes como presas incluyendo anfibios, reptiles, pequeños pájaros, (mas como les detectan mientras duermen sigue siendo un misterio) y pequeños mamíferos (incluyendo otras especies de murciélagos). Los insectos también son incluidos, especialmente grandes grillos, cigarras, etc.

## Distribución
Se distribuyen del sur de México a Bolivia, Perú y Ecuador hasta el centro y el norte de Brasil, Guayana Francesa, Guyana, Surinam, Trinidad y Tobago, Venezuela.